# Trnjani (ort i Kroatien)
Trnjani är en ort i Kroatien.   Den ligger i länet Brod-Posavina, i den östra delen av landet, 180 km öster om huvudstaden Zagreb. Trnjani ligger 100 meter över havet och antalet invånare är 861.
Terrängen runt Trnjani är platt åt sydost, men åt nordväst är den kuperad. Terrängen runt Trnjani sluttar söderut. Runt Trnjani är det ganska tätbefolkat, med 93 invånare per kvadratkilometer. Närmaste större samhälle är Slavonski Brod, 10,4 km väster om Trnjani. Trakten runt Trnjani består till största delen av jordbruksmark.